# Chiński rock
Chiński rock (CRock lub C-Rock) – nurt muzyki chińskiej, odwołujący się do europejskich i amerykańskich gatunków takich jak rock, soft rock, rock alternatywny, a także punk, metal, metal symfoniczny, muzyka elektroniczna i wiele innych.